# Иттифак
Татарская партия национальной независимости «Иттифак» (тат. Татар милли бәйсезлек партиясе «Иттифак») — политическая партия, основанная в Татарской АССР в апреле 1990 года.

## История
Официально партия была зарегистрирована 3 января 1992 года.
Партия «Иттифак» являлась первой некоммунистической партией в Татарстане. Ее обычно называют татарской националистической партией. Она была названа в честь «Иттифак аль-Муслимин», дореволюционной мусульманской политической партии, представленной в парламенте (Думе) царской России.

## Цели и задачи
Основными целями партии являются:
- возрождение татарской нации;
- восстановление татарской государственности;
- признание Татарского государства на международной арене.

## Деятельность
Бессменным лидером партии «Иттифак» является Фаузия Байрамова. Она руководит партией уже более 20 лет.
С 1993 по 1998 годы партия издавала свою собственную газету — «Алтын Урда».